# Francesco Benucci

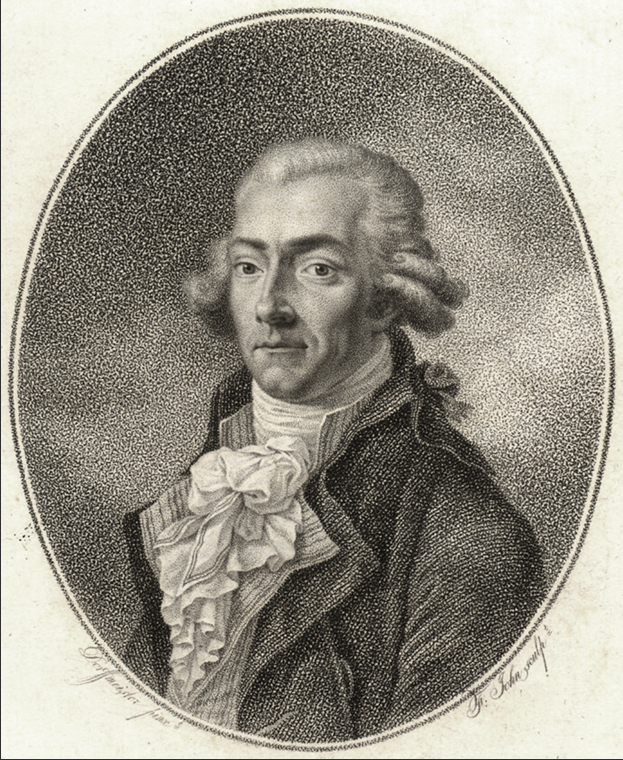
Francesco Benucci. Radierung von Friedrich John nach einem Gemälde von Joseph Dorffmeister (um 1800)

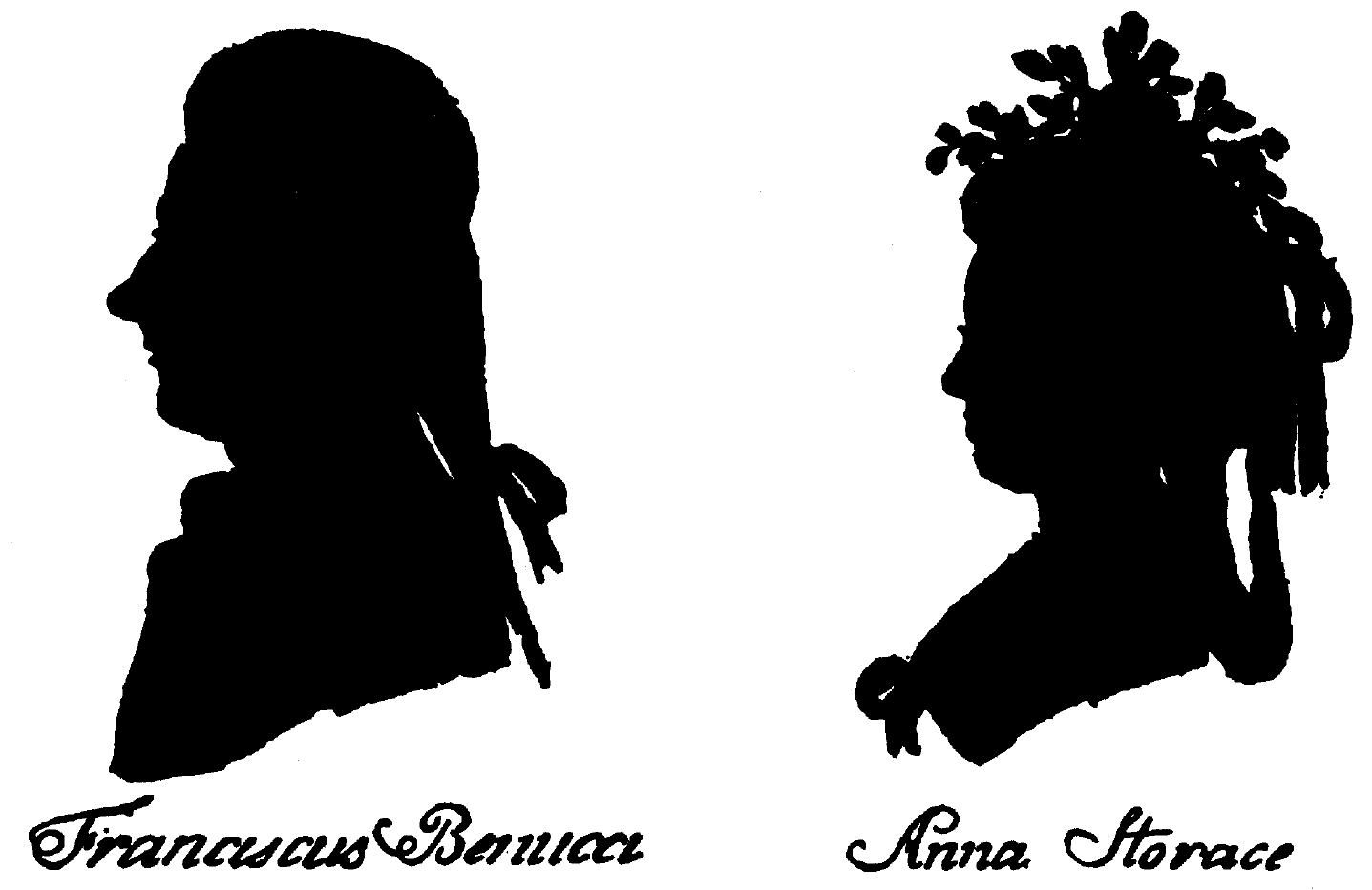
Hieronymus Löschenkohl: Francesco Benucci und Anna (Nancy) Storace (1786)

Francesco Benucci (geboren um 1745 in Livorno; gestorben 5. April 1824 in Florenz) war ein italienischer Opernsänger (Bass) in Wien zur Zeit Mozarts.

## Leben
Francesco Benucci begann seine Sängerkarriere um 1768 in seinem Heimatort Livorno, 1769 trat er in Pistoia auf. Erste Engagements führten ihn 1774 bis 1778 nach Madrid, 1778/79 an das Teatro San Samuele in Venedig und 1779/80 an die Mailänder Scala, an der er 1782 in der Uraufführung der Oper Fra due litiganti il terzo gode von Giuseppe Sarti auftrat.
Er wurde dann zusammen mit Nancy Storace von Giacomo Durazzo mit sehr hohen Gagen aus Venedig an die Wiener Hofoper geholt, wo sie am 2. April 1783 mit Antonio Salieris La scuola de’ gelosi begannen, von einer der Vorstellungen berichtete Mozart am 7. Mai seinem Vater Leopold.
In Wien trat Benucci in den folgenden zwölf Jahren unter anderem 1785 in der Hofburg als Rosmondo in Gli sposi malcontenti von  Stephen Storace auf, im selben Jahr als Trofonio in La grotta di Trofonio von Antonio Salieri, 1786 als Tita in Una cosa rara von Martín y Soler und 1788 in der Titelrolle in Axur, re d’Ormus von Salieri. Nancy Storace und Benucci begleiteten sich bei Gesangsdarbietungen wechselseitig am Cembalo und Klavier.
Am 1. Mai 1786 sang Benucci den Titelhelden in der Uraufführung von Figaros Hochzeit, am 7. Mai 1788 den Leporello in der Wiener Fassung des Don Giovanni und am 26. Januar 1790 den Guglielmo in der Uraufführung von Così fan tutte.
Am 7. Februar 1792 wirkte er am Hofburgtheater
in der Uraufführung von Domenico Cimarosas Il matrimonio segreto in der Partie des Grafen Robinson mit.
1788/89 sang er während einer Saison als erster Bassist am Londoner King’s Theatre, hatte dort aber nicht den gleichen Erfolg wie auf dem Kontinent. In London sang er, wiederum an der Seite von Storace, in La Vendemmia von Giuseppe Gazzaniga.
Im Jahr 1795 hatte er ein Engagement an der Mailänder Scala in Opern von Giuseppe Sarti und Angelo Tarchi. 1797 trat er noch in Livorno auf und beendete  in Italien seine Karriere.